# Louis-Sébastien Lenormand
Louis-Sébastien Lenormand (Montpellier, 25 de mayo de 1757-Castres, 4 de abril de 1837) fue un físico e inventor francés, primer paracaidista de la historia.

## Biografía
Lenormand, hijo de un relojero, nació en Montpellier en 1757. De 1775 a 1780 estudió física y química en París con Lavoisier y Berthollet, y también se dedicó al estudio del salitre. Aprendió a utilizar los conocimientos científicos y matemáticos en la producción de pólvora. De vuelta a Montpellier, trabajó en la tienda de su padre mientras se introdujo en la comunidad intelectual de la ciudad y comenzó sus experimentos con el paracaidismo, inspirado por la realización de un número de un equilibrista tailandés que utilizaba un parasol para mantener el equilibrio. Antes de realizar el salto público desde el observatorio, Lenormand probó su paracaídas en animales.
Considerado el primer hombre que experimentó con un paracaídas (en 1783), también se sabe que acuñó el término parachute (en francés a partir del griego para, 'contra', y  chute, 'caída', paracaídas). El 26 de noviembre de 1783, hizo su primer experimento en Montpellier, en el recinto de Cordeliers, saltando desde un olmo, sosteniendo en las manos dos sombrillas de treinta pulgadas de radio. En diciembre de 1783, continuó sus experimentos lanzando varios animales y pesas en forma de corazón en paracaídas desde lo alto de la torre del observatorio de Montpellier, ante una multitud entre la que se encontraba Joseph Montgolfier.
La función original de su invento era salvar a las personas en los incendios de edificios.
Fue André-Jacques Garnerin quien, en 1797, realizó el primer salto de gran altura utilizando un paracaídas no rígido al lanzarse desde un globo sobre París.
En 1830, Lenormand regresó a Castres. Declaró nulo su matrimonio e ingresó en un monasterio cartujo como monje laico con el nombre de hermano Chrysostome. Murió allí en 1837.